# Hemerodromia gagneuri
Hemerodromia gagneuri är en tvåvingeart som beskrevs av Vaillant 1981. Hemerodromia gagneuri ingår i släktet Hemerodromia och familjen dansflugor.
Artens utbredningsområde är Frankrike. Inga underarter finns listade i Catalogue of Life.